# 테우리
《테우리》는 2020년에 개봉한 대한민국의 영화이다.

## 캐스팅
- 서현우 : 짱구 역
- 한사명 : 춘배 역
- 서진원 : 차 형사 역
- 유지연 : 복순 역
- 김대진 : 장 반장 역
- 임호경 : 김 선생 역
- 노시홍 : 윤배 역
- 김지원 : 옥희 역
- 허나경 : 어린 복순 역
- 성빈 : 어린 장반장 역
- 조영지 : 어린 옥희 역
- 이근후 : 형사반장 역
- 김현아 : 윤희 역
- 이현아 : 어린 짱구 역
- 최윤빈 : 형사 1 역
- 정승욱 : 형사 2 역
- 남태하 : 형사 3 역
- 마정석 : 형사 4 역
- 오재균 : 공장사장 역
- 박지원 : 여공 역
- 한서희 : 싸우는여자 역
- 천윤경 : 말리는여자 역
- 손수오 : 장반장 딸 역
- 이숙자 : 복순 모 역
- 김은서 : 복순 딸 역
- 이규하 : 우체부 역
- 성춘모 : 주차관리인 역
- 이훈민 : 폐건물관리인 역
- 강기목 : 의사 역
- 유창호 : 남자간호사 1 역
- 이돈우 : 남자간호사 2 역
- 최임규 : 퀵서비스 역
- 한시원 : 젊은형사 역
- 송길호 : 고참형사 역
- 김도담 : 양아치 역
- 김범진 : 난장이 역
- 김태현 : 건달 역
- 이정환 : 노동자 1 역
- 박세문 : 노동자 2 역
- 최정한 : 김 반장 역
- 김사훈 : 소방관 1 역
- 이원상 : 소방관 2 역
- 백길찬 : 소방관 3 역
- 원성연 : 구급대원 역
- 김광일 : 경찰 1 역
- 장현우 : 경찰 2 역
- 최재훈 : 공장장 역

## 수상 목록
- 제21회 전주국제영화제 (2020년) 코리안시네마